# برونسبرگ
برونسبرگ (به سوئدی: Brunnsberg) یک منطقه مسکونی است که در بخش الودالن شهرستان دالارنا در کشور سوئد واقع شده است. جمعیت برونسبرگ در پایان سال ۲۰۱۰ بالغ بر ۲۲۲ نفر بوده است.